# Cimitero parigino della Chapelle
Il cimitero della Chapelle (cimetière de la Chapelle, cimitero della Cappella) è uno dei sei cimiteri parigini situati fuori le mura (extra muros). Il suo ingresso si trova al 38 di avenue du Président Wilson a La Plaine Saint-Denis.
Inaugurato il 12 giugno 1850, presenta un'area di 2.10 ettari ed è il quarto cimitero dell'antico villaggio La Chapelle, assorbito dal comune parigino nel 1859.